# 艾伯哈足球會
艾伯哈足球會（阿拉伯语：نادي أبها السعودي），是位于艾卜哈的沙特阿拉伯的足球俱乐部，于1966年成立，目前参加沙特甲組足球聯賽。

## 球队主场
球队主场设立于布赖代的阿卜杜拉国王体育城体育场，能容纳 25,000 人。

## 荣誉
- 沙特足球甲级联赛冠军：2018–19
  - 亚军：2004–05、2007–08
- 沙特阿拉伯足球乙级联赛冠军：1993–94、1999–2000
  - 亚军：1981–82、1982–83
- 沙特足球丙级联赛冠军：1998–99

## 著名球員
- （Karl Toko Ekambi）